# Jan Bergendal
Jan Mathias Bergendal, född 14 december 1933 i Lund, död 6 december 2016, var en svensk jurist som var lagman i Ronneby tingsrätt från 1993 till 1999.
Bergendal blev juris kandidat vid Lunds universitet 1959 och genomförde tingstjänstgöring 1959-1961 innan han 1963 blev fiskal i hovrätten över Skåne och Blekinge. Han utsågs den 25 maj 1989 till rådman i Malmö tingsrätt.
Bergendal var son till arkivarie Sten Bergendahl och hans maka Asta, överläkare, född Lindahl. Han var från 1960 gift med Ingegerd, fol mag, född Lindberg 1936.